# Brendan Oliver Comiskey
Brendan Oliver Comiskey (Clontibret, 13 agosto 1935 – Dundalk, 28 aprile 2025) è stato un vescovo cattolico irlandese.

## Biografia
Monsignor Brendan Oliver Comiskey nacque a Clontibret, nella contea di Monaghan, il 13 agosto 1935 ed era figlio di Patrick Joseph Comiskey e Clare (nata McArdle).

### Formazione e ministero sacerdotale
Il 25 giugno 1961 fu ordinato presbitero per la Congregazione dei Sacri Cuori. Nel 1966 conseguì la licenza in sacra teologia presso la Pontificia Università Lateranense a Roma. Nel 1979 conseguì il Master of Science in organization behavior al Trinity College di Dublino.
Dopo diversi incarichi minori tra l'Irlanda e gli Stati Uniti d'America, divenne provinciale d'Irlanda e Regno Unito. Fu anche segretario generale della Conferenza dei superiori maggiori dell'Irlanda.

### Ministero episcopale
Il 3 dicembre 1979 papa Giovanni Paolo II lo nominò vescovo ausiliare di Dublino e titolare di Tibili. Ricevette l'ordinazione episcopale il 20 gennaio successivo dall'arcivescovo metropolita di Dublino Dermot Ryan, co-consacranti l'arcivescovo Gaetano Alibrandi, nunzio apostolico in Irlanda, e il vescovo ausiliare di Dublino Joseph A. Carroll.
Il 4 aprile 1984 lo stesso pontefice lo nominò vescovo di Ferns. Succedette all'esuberante ma totalmente inefficace Donal Herlihy. Herlihy, ex membro dello staff del Pontificio Collegio Irlandese di Roma, avrebbe avuto problemi legati all'alcol negli ultimi anni del suo episcopato e il suo governo della diocesi era poco rigoroso.
In seno alla Conferenza episcopale irlandese fu membro della commissione congiunta dei vescovi e dei superiori religiosi dal 1974 al 1995, della commissione per l'ecumenismo dal 1984, della commissione per la gioventù dal 1984, della commissione per la formazione dei vescovi dal 1994 e presidente della commissione per le comunicazioni.
Fu anche presidente del Catholic Communications Institute of Ireland e dell'Academy Council Irish School of Ecumenics and Glenstal Ecumenical Conference e membro fondatore e presidente del consiglio della Chiesa irlandese per la televisione e gli affari radiofonici.
Il 6 aprile 2002 papa Giovanni Paolo II accettò la sua rinuncia al governo pastorale della diocesi. Venne infatti travolto dalle critiche dopo che la trasmissione del documentario della BBC Suing the Pope lo accusò di non avere denunciato le accuse rivolte a padre Seán Fortune, resosi colpevole di un certo numero di abusi su minori durante il suo episcopato. Monsignor Comiskey ammise di aver trovato padre Seán Fortune, pedofilo seriale e con una personalità manipolativa, difficile da gestire. Liberato su cauzione, padre Fortune si suicidò il 13 marzo 1999.
Con la pubblicazione del rapporto Ferns il 25 ottobre 2005, concernente gli abusi sessuali su minori nella diocesi di Ferns avvenuti tra il 1962 e il 2002, l'opinione pubblica irlandese venne a conoscenza di una serie di abusi risalenti all'episcopato di monsignor Donal Herlihy. Nel rapporto furono elencati cento casi individuali coinvolgenti ventuno sacerdoti.
Nello stesso anno inoltre emerse che Comiskey aveva fatto forti pressioni affinché il controverso sacerdote della sua diocesi Micheál Ledwith venisse nominato presidente del Maynooth College. Il vescovo Comiskey ha dichiarato in una recensione dell'attività di Ledwith al seminario che "aveva una grande stima per mons. Ledwith e in seguito ha fatto un discorso molto forte a suo sostegno quando lo ha nominato per l'incarico di presidente del Maynooth College". Nel 2005 Ledwith fu dimesso dallo stato clericale.
Secondo Colm O'Gorman, fondatore dell'organizzazione caritatevole per le vittime di abusi "One in Four", monsignor Comiskey non fu il solo responsabile della denuncia delle accuse alle autorità civili. O'Gorman disse: "Sarebbe triste se lui [Comiskey] fosse alla fine un capro espiatorio in tutto questo e che la Chiesa non abbia accettato la piena responsabilità".
Monsignor Éamonn Walsh, amministratore apostolico della diocesi dal marzo 2002, implementò le nuove politiche di protezione dei minori che in seguito portarono all'emersione di molte altre accuse di storici abusi sessuali su minori.
Nel 2014 monsignor Brendan Comiskey ruppe il silenzio sullo scandalo degli abusi sui minori in Irlanda sostenendo di "aver fatto del suo meglio" e "che era profondamente dispiaciuto per tutto ciò che era accaduto".
Nel 2016 il sito della sua congregazione lo indicava come predicatore di ritiri e conferenze "piene di contenuto profondo misto a umorismo".
Morì all'ospedale della contea di Louth a Dundalk il 28 aprile 2025 all'età di 89 anni. Le esequie si tennero il 1º maggio alle ore 13 nella chiesa dei Sacri Cuori a Clondalkin. Nel pomeriggio dello stesso giorno fu sepolto nel cimitero della chiesa di San Michele ad Annyalla, nella contea di Monaghan.

## Genealogia episcopale
La genealogia episcopale è:
- Cardinale Scipione Rebiba
- Cardinale Giulio Antonio Santori
- Cardinale Girolamo Bernerio, O.P.
- Arcivescovo Galeazzo Sanvitale
- Cardinale Ludovico Ludovisi
- Cardinale Luigi Caetani
- Cardinale Ulderico Carpegna
- Cardinale Paluzzo Paluzzi Altieri degli Albertoni
- Papa Benedetto XIII
- Papa Benedetto XIV
- Papa Clemente XIII
- Cardinale Marcantonio Colonna
- Cardinale Giacinto Sigismondo Gerdil, B.
- Cardinale Giulio Maria della Somaglia
- Cardinale Carlo Odescalchi, S.I.
- Cardinale Costantino Patrizi Naro
- Cardinale Lucido Maria Parocchi
- Papa Pio X
- Papa Benedetto XV
- Papa Pio XII
- Cardinale Eugène Tisserant
- Papa Paolo VI
- Arcivescovo Dermot Ryan
- Vescovo Brendan Oliver Comiskey, SS.CC.